# Electoral division Cook
Koordinaten: 34° 2′ S, 151° 6′ O

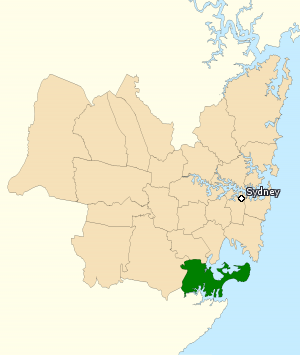
Lage des Wahlkreises in Sydney, New South Wales.

Der Bundeswahlkreis Cook ist ein Wahlkreis (englisch electoral division) für die Wahl eines Abgeordneten des australischen Repräsentantenhauses. Er liegt in der Metropolregion von Sydney im australischen Bundesstaat New South Wales. Der Wahlkreis umfasst die südlichen Stadtteile Caringbah, Cronulla, Miranda und Sylvania. 
Er wurde nach dem britischen Seefahrer und Entdecker James Cook benannt und 1969 angelegt. Seit 2024 ist Simon Kennedy von der Liberal Party of Australia der amtierende Abgeordnete des Wahlkreises.

## Bisherige Abgeordnete
| Name           | Partei                     | Amtszeiten     | Belege      |
| -------------- | -------------------------- | -------------- | ----------- |
| Don Dobie      | Liberal Party of Australia | 1969–1972      |             |
| Ray Thorburn   | Australian Labor Party     | 1972–1975      |             |
| Don Dobie      | Liberal Party of Australia | 1975–1996      |             |
| Stephen Mutch  | Liberal Party of Australia | 1996–1998      |             |
| Bruce Baird    | Liberal Party of Australia | 1998–2007      |             |
| Scott Morrison | Liberal Party of Australia | 2007–2024      | [ 2 ] [ 1 ] |
| Simon Kennedy  | Liberal Party of Australia | 2024–amtierend | [ 3 ] [ 1 ] |